# 芝加哥大学布斯商学院
芝加哥大學布斯商学院（英語：University of Chicago Booth School of Business）是芝加哥大学的商學院。布斯商學院常歷來被認為是美國乃至全世界最頂尖的商學院之一。它與哈佛商學院、沃頓商學院、史丹福商學研究院、西北大學凱洛格管理學院、麻省理工斯隆管理學院及哥倫比亞商學院共用擁有美國M7的美譽。

## 历史

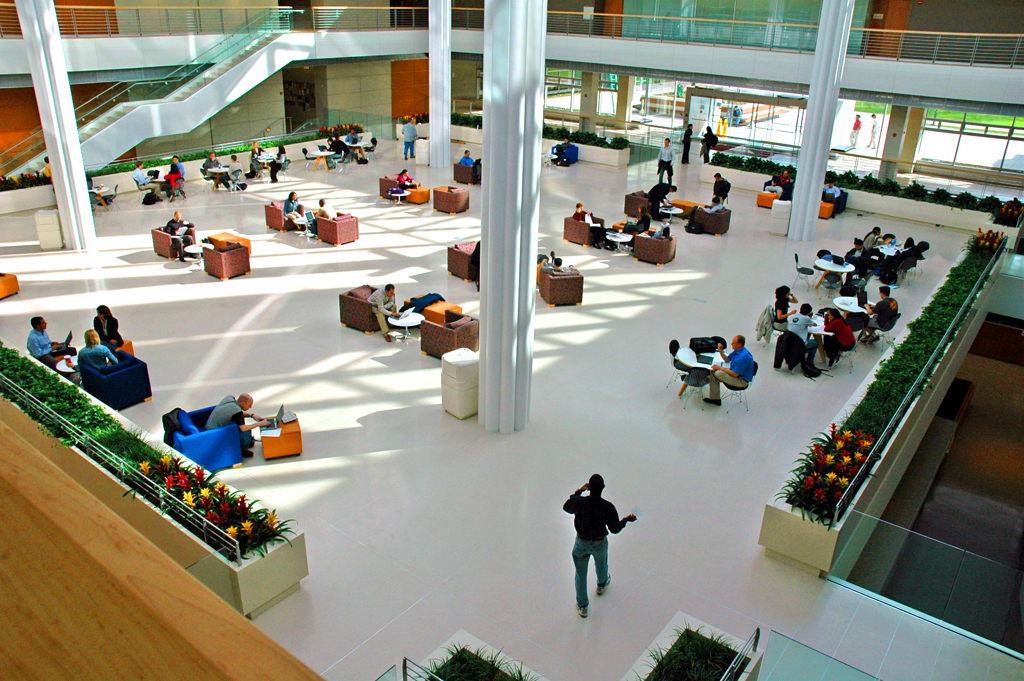
芝加哥大学布斯商学院

1898年在芝加哥大学成立，是美国第二古老商学院，也是美国首家提供工商管理硕士课程的商学院，芝加哥大學布斯商學院以其多位榮獲諾貝爾經濟學獎的學者而著稱於世。主校区位于海德公园 (芝加哥)，2008年接受校友3亿美元捐赠而改名为现在名字。芝加哥大學布斯商學院領先採用學系式方法進行商業研究，其方法已經為其他商學院所效仿。芝加哥大學布斯商學院聞名世界，主要在於它擁有國際知名的教學人員，並且在多項領域擁有強大實力，包括金融、策略、國際商業、企業領導、整體管理、經濟、會計、市場行銷及其獨特創新的EMBA課程，此課程的校園分設於亞洲(香港)、歐洲(倫敦)以及美洲(芝加哥)三大金融經濟體，參加該課程的學員在所有三個校園上課，具備全球金融觀。
芝加哥大學的座右銘是“讓知識繁衍，以充實人生。”（拉丁文原文 Crescat scientia vita excolatur。英譯Let knowledge grow from more to more; and so be human life enriched）。芝加哥大學宏觀的教育理念與微觀的實驗精神，以及在學術研究上的成果和貢獻，奠定了它在美國教育史上的重要地位。從50年代開始，美國教育界人士普遍認為美國商科教育有兩大流派，一是以芝加哥大學布斯商學院為代表的着重理論研究的傳統教學派，一是以哈佛商學院為代表的注重個案研究的實務教學派。為了適應不斷變化的商業環境、跟上時代的步伐，芝加哥大學布斯商學院增設了許多實際操作的課程，結合實例講授商業管理和經營知識，使學生掌握評價、分析、解決問題和決策的能力，做到理論與實踐並重。

## 排名
2019年《福布斯》和《经济学人》排名全美第一，2018年《美国新闻与世界报道》与哈佛商学院並列排名全美第一。Poets & Quants綜合各項指標雜誌客觀排名(福布斯,经济学人,美国新闻与世界报道以及金融時報)，2019，2020連續兩年評比芝加哥大学布斯商学院排名全美第二，仅次于史丹佛商學研究所。。

## 校園位置
- 主校區 - 美國芝加哥南部海德公園（Hyde Park）
- 分校 -
  - 美國芝加哥市中心盧普區格萊克中心 （Gleacher Center）
  - 英國倫敦市政廳（Guildhall）
  - 香港西環摩星嶺域多利道168號（前域多利道扣押中心舊址）
    - 此分校原位於新加坡陈旭年宅第；2018年搬遷至香港